# 銀拍屋
銀拍屋指的是由銀行所拍賣的房屋。

## 簡介
2001年，在台灣由花旗銀行提出之承受擔保品，透過公開競標、口頭喊價機制的方式銷售。主要目的是藉由此一新的不動產交易平台快速去化銀行所承受之擔保品，對銀行而言，經由一個月左右之密集行銷，集合一定數量之物件，於公開場合進行一次性的銷售，除可有效控制銷售成本，縮短銷售時程，成交價格相對於以往之議價方式也較接近市場價格；對民眾而言，排除法拍屋不能詳細瞭解物況的缺點，付款方式也與正常交易相同，同時經由公開訊息、公開場合競標，現場也訴求公平公正執行流程，使民眾購屋增加一個安心的管道。除銀行自行拍賣，也可能委託專門的公司（如戴德梁行）進行。
另外，由公正第三者代理法院所進行的法拍屋拍賣則稱為「金拍屋」。

## 其他相關條目
- 法院拍賣房屋
- 金拍屋